# Dědičné habsburské země

Dědičné habsburské země do roku 1635 (do uzavření pražského míru):
15. století (rakouské země)
1500 (Gorice s Gradiškou, Terstem, Istrií a Rijekou)
1627 (české země)

Dědičné habsburské země (německy Habsburgische Erblande) je pojem označující oblasti, v nichž v podobě[zdroj⁠?!] personální unie dědičně vládli rakouští Habsburkové (do roku 1918). Obsah tohoto pojmu se v průběhu času měnil, slouží však k odlišení od dalších zemí Svaté říše římské – v níž Habsburkové od roku 1273 často a od roku 1438 téměř nepřetržitě jako římští králové či císaři vládli, byť pokaždé museli být zvoleni sborem kurfiřtů – a také od celku zemí Koruny svatoštěpánské (tj. Uherského království a dalších zemí), kterým též Habsburkové vládli, ale jednak se při nástupu na uherský trůn museli rovněž podrobovat volbě a jednak Uhry nespadaly do rámce Svaté říše římské. 
Pro území připojená pod dědičnou habsburskou vládu až v dobách po třicetileté válce (například Halič, Bukovina, Dalmácie, Solnohradsko, Benátsko-Lombardsko) se již pojem „dědičné země“ nepoužívá.[zdroj⁠?!]

## Skladba
„Dědičné země“ byly od roku 1526 složeny ze dvou velkých celků, zemí rakouských a zemí českých. Až do tereziánských správních reforem v polovině 18. století však nebyly spolu tyto celky propojeny; rakouské země navíc neměly ani tu úroveň integrace jako země České koruny a byly až do roku 1619 dále děleny na dva podcelky s oddělenými habsburskými panovnickými liniemi: vlastní Rakouské arcivévodství (složené z Rakous nad Enží a pod Enží) pod albertinskou linií a Vnitřní Rakousy pod linií leopoldinskou. Postupně však české i rakouské země byly sjednocovány na vyšší úroveň než pouhou personální unii a z politicko-správního hlediska si byly stále více podobné. Také je jako jeden celek císař František I. přihlásil do Německého spolku (1815–66). Po jeho přeměně v Německo a omezení habsburské vlády výhradně na neněmecké země (tzv. maloněmecká koncepce), tvořily „dědičné země“ hlavní část Cislajtánie v rámci Rakousko-Uherska.

### Rakouské země
Do nich nejsou počítány Přední Rakousy, původní rodové habsburské državy v jihoněmeckém Švábsku (včetně části dnešního Švýcarska), kterým až do roku 1665 vládla boční větev leopoldinské linie. Habsburkové tyto oblasti postupně ztráceli a nakonec se jich úplně na Vídeňském kongresu (1815) vzdali.
Vlastní Rakousy
- Rakouské (arci)vévodství (1278/82)
  - Dolní Rakousy (dříve pod Enží)
  - Horní Rakousy (dříve nad Enží)

Vnitřní Rakousy
- Štýrské vévodství (1278/82)
- Korutanské vévodství (1335)
- Kraňské vévodství (1282/1335)
  - Kraňsko
  - Vindická marka
- Tyrolské hrabství (1363) – do roku 1665 zahrnováno pod Přední Rakousy
  - Tyroly
  - Tridentsko (později Jižní Tyroly)
  - Vorarlbersko
- Istrijské markrabství (1374/1420) – větší část Istrie však držely Benátky
- Terst (1382)
- Rijeka (1466) – předána roku 1779 do správy Uherské koruny jako corpus separatum
- Gorické hrabství (1500) – od roku 1754 povýšeno na Okněžněné hrabství Gorice a Gradiška
  - Gorice
  - Gradiška

### České země
Český trůn drželi Habsburkové už od roku 1526, ale teprve porážka stavovského povstání (1620) jim otevřela cestu k prosazení dědičnosti de iure – což bylo formálně potvrzeno Obnoveným zřízením zemským (1627/28). Státoprávní soudržnost českých zemí byla postupem času habsburskou centralizační politikou záměrně oslabována, zejména správní reformou z roku 1749, takže zbylé české země spolu už moc nesouvisely.
- Česká koruna (1620/27)
  - České království
    - Čechy
    - Kladské hrabství – ztraceno spolu se Slezskem
    - Chebsko

  - Moravské markrabství
  - Slezsko – většina ztracena po roce 1740 ve prospěch Pruska, ze zbytku ustaveno Rakouské Slezsko
  - Hornolužické markrabství – předáno roku 1635 do dědičné zástavy Saskému kurfiřtství, definitivně vzdáno na Vídeňském kongresu
    - Budyšínsko
    - Zhořelecko

  - Dolnolužické markrabství – předáno spolu s Horní Lužicí